# Charles Cornic

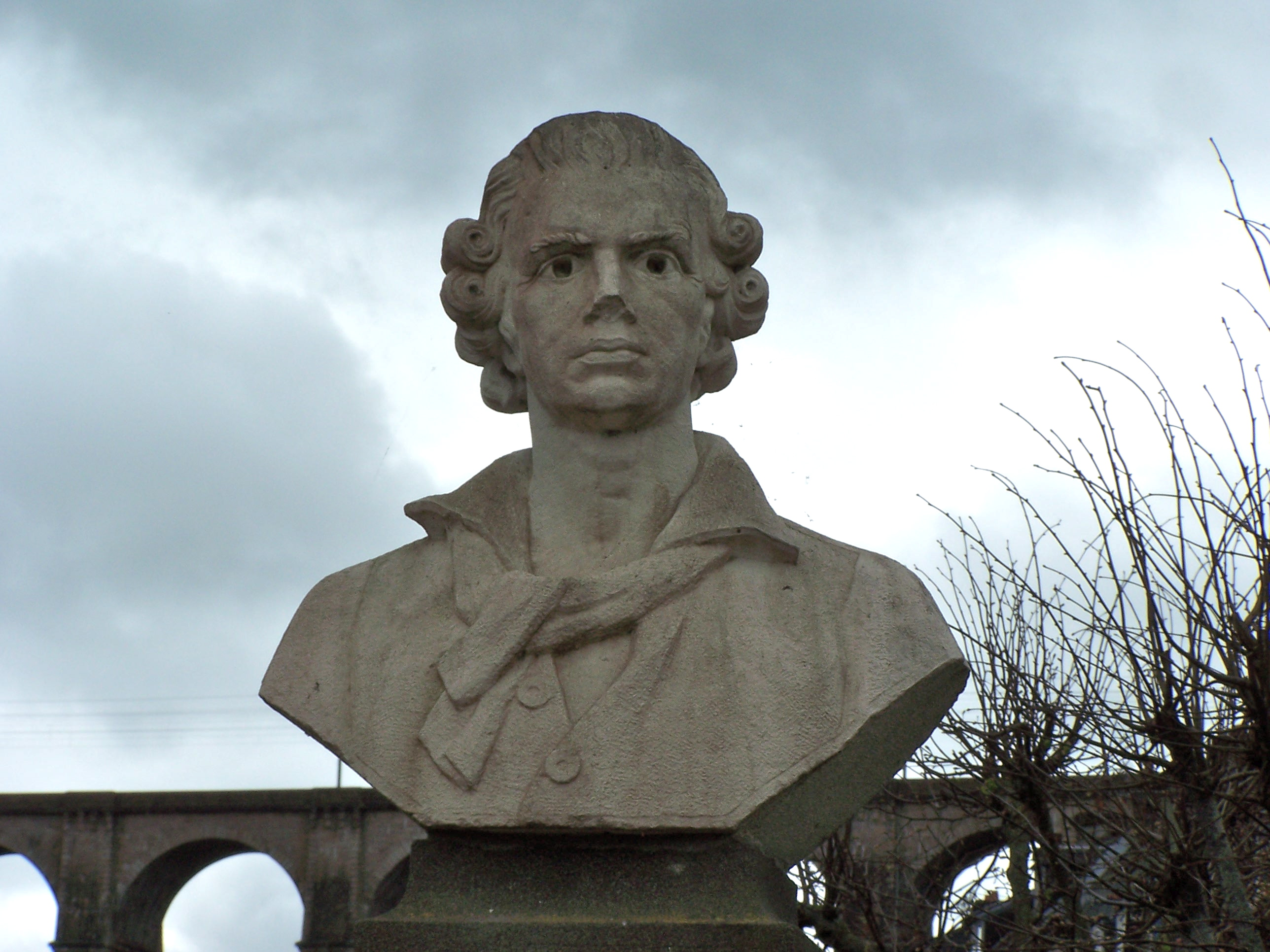
Charles Cornic

Charles Cornic du Chesne, nacido el 5 de septiembre de 1731 en la parroquia de San Martín (Morlaix, Finisterre) y fallecido el 12 de septiembre de 1809 en la misma localidad, fue un marinero francés del siglo XVIII que hizo de corsario y almirante durante la Revolución.

## Biografía

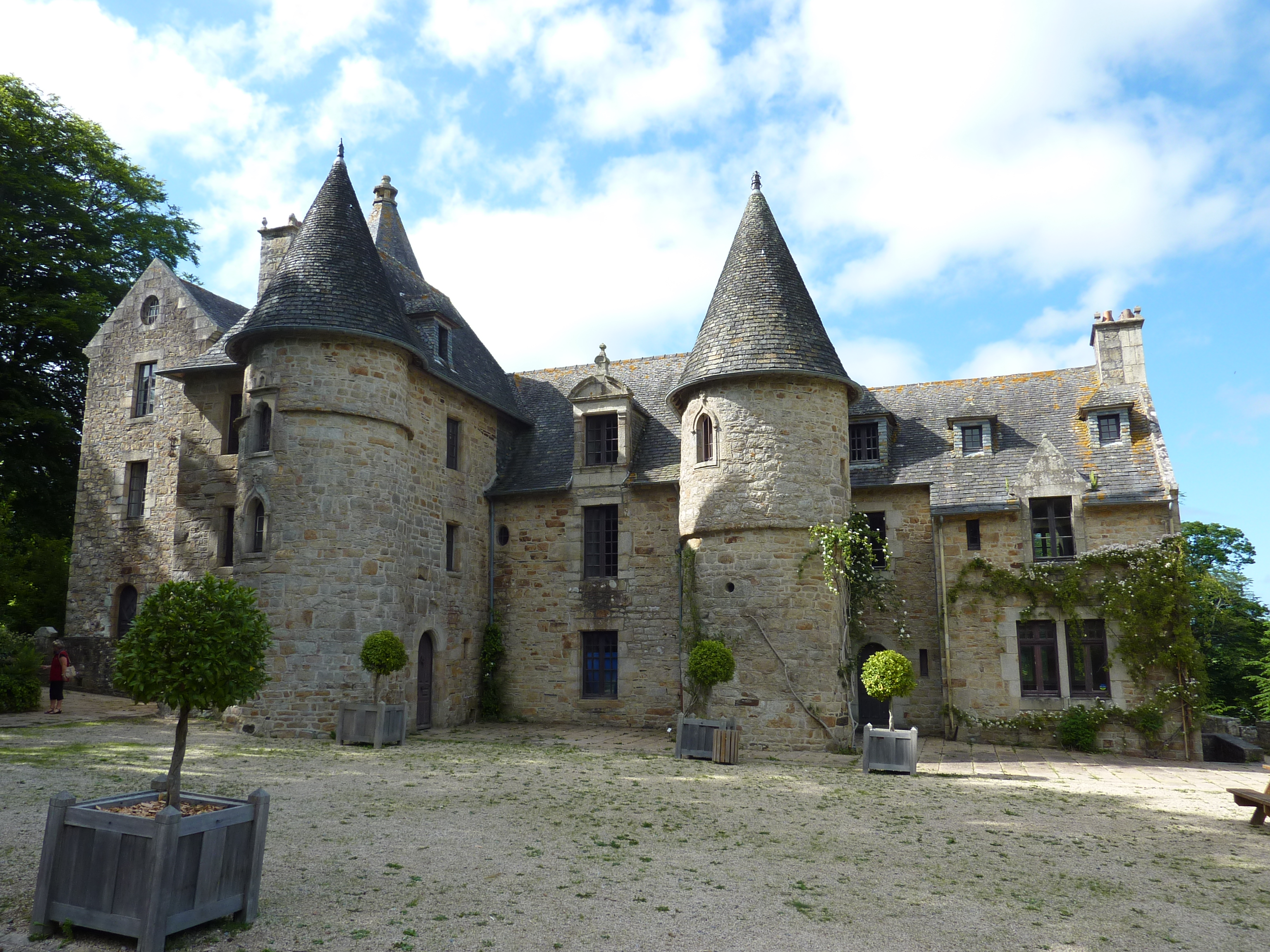
El castillo de Suscinio, casa adquirida al final del siglo XVIII por Charles Cornic, fachada sur

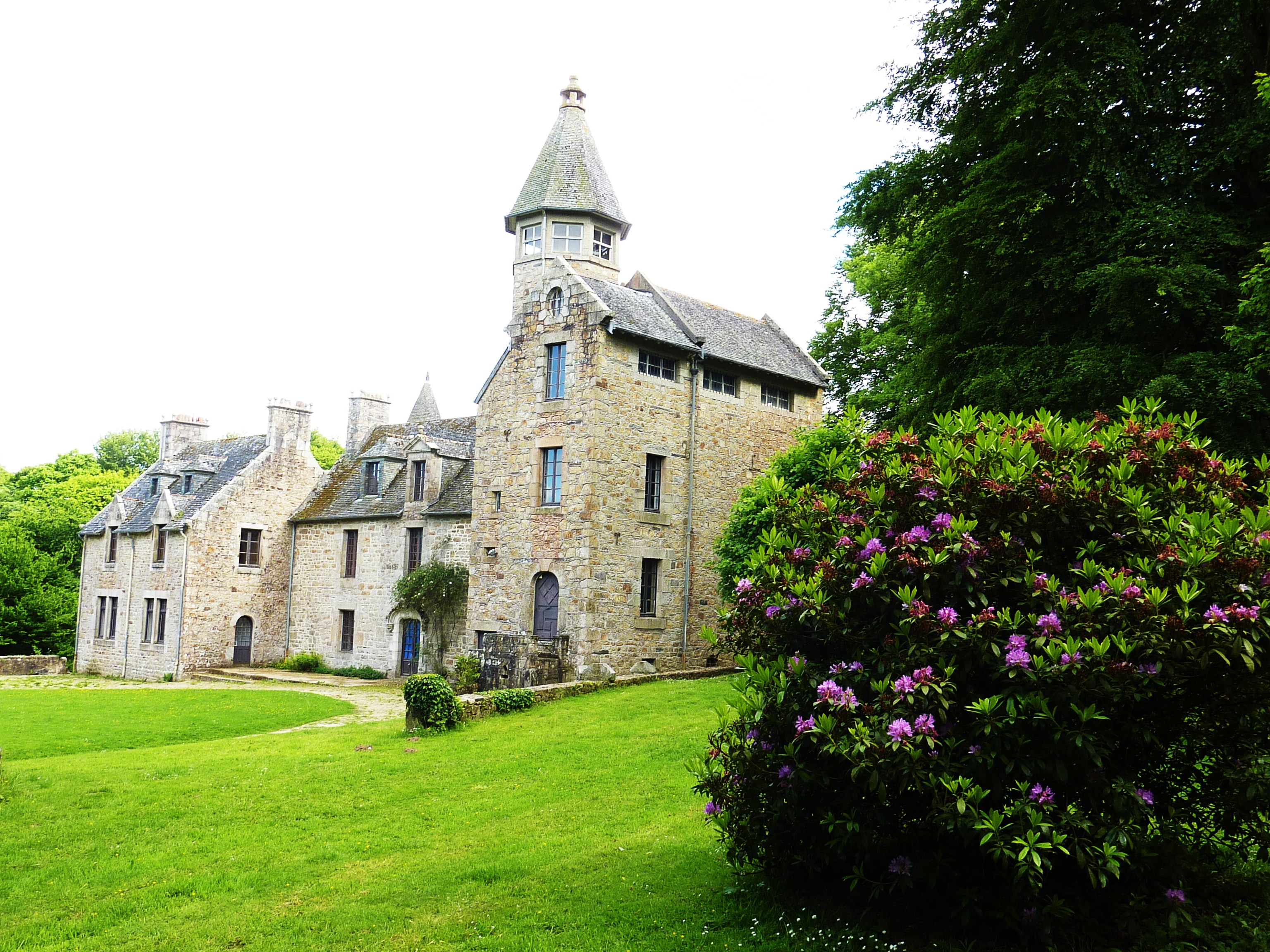
El castillo, fachada norte

Charles Cornic nació en el año 1731 en Morlaix. Era hijo de un armador navegante, originario de la Isla de Bréhat. Fue grumete en los barcos de su padre, especialmente en La Comtesse de La Marck en 1745, comandada por un corsario originario de Morlaix, Nicolas Anthon. Realizó la pesca en Terranova. Falleció en 1809 en Morlaix.

### Corsario durante la guerra de Sucesión Austriaca
En el barco La Paz, fue hecho prisionero el 4 de julio de 1747 y no fue liberado hasta noviembre de 1748. Después del final de la guerra, navegó nuevamente hacia Terranova en el Amaible Reine (1751) y en el Providence (1754).

### Corsario durante laGuerra de Siete Años
Movilizado en la Marina real como piloto en el Opiniâtre con destino a Quebec en 1755, fue enviado después en el Agathe, y recibió el grado de teniente de fragata por haber forzado el bloqueo británico y llevado cáñamo de Holanda a Brest. En 1757, tomó el mando del navío de 12 cañones La Cigogne, luego, nombrado capitán de la fragata de 30 cañones La Félicité, combatió a varios navíos ingleses frente a Brest, hundiéndose el Rumbler, luchando cuerpo a cuerpo con el Thames y también combatiendo al Alcide. Aunque su barco estaba en malas condiciones, se negó a dar marcha atrás y consiguió llegar a la isla de Molène, donde reparó sus daños más graves antes de recuperar Brest el 25 de junio de 1758. Le dieron el rango de capitán de un pequeño barco.
Con la llegada de la paz, reanudó el comercio y regresó a diversos lugares como Lisboa, Cádiz y Santo Domingo.

### Guerra de Independencia estadounidense
Durante la guerra de Independencia estadounidense, manda sucesivamente varios pequeños barcos de La Real (como el Serin) o barcos corsarios (como el Jeune-Henri). Tras la paz, trabajó en la oficina de registro marítimo de Morlaix y luego en Tréguier. Se dedicó sobre todo a levantar planos de las carreteras y costas de Bréhat a Roscoff. 

### Almirante durante la Revolución
(Párrafo poco fiable que debe corregirse con cuidado, hay una gran confusión entre la vida de Charles Cornic dit Duchesne y la de su primo hermano Pierre-François Cornic-Dumoulin, que era el almirante en cuestión en este párrafo).
Al comienzo de la Revolución, se adhiere a las nuevas ideas y asume funciones políticas y marítimas en Morlaix. El 10 de abril de 1793 fue llamado de nuevo a la Armada del Estado en calidad de capitán. En octubre de 1793, es nombrado contraalmirante por Jeanbon Saint André. A continuación, se le confió la pequeña escuadra formada en Saint-Malo con vistas a un ataque a Jersey (que no tuvo lugar) y luego fue destinado a unirse a la escuadra de Villaret-Joyeuse durante la campaña del Prairial An II; no salió del puerto debido al bloqueo de la Marina real.
Al mando de las fuerzas navales del Canal de la Mancha en 1795, fue nombrado vicealmirante en octubre. Sin embargo, el Directorio lo consideró dudoso y anuló su ascenso, suspendiéndolo por "comportamiento incivil" el 8 de enero de 1798. Poco después se jubiló y se retiró al señorío de Suscinio, en Ploujean. Murió en 1809 en el Quai du Finistère de Morlaix.

## Anexos